# Ford Customline
La Ford Customline è un'autovettura prodotta dalla casa automobilistica statunitense Ford dal 1952 al 1956. 

## Storia
La Ford Customline fu introdotta nel 1952 come modello di fascia media nella gamma Ford statunitense di quell'anno, posizionata sotto la Ford Crestline e sopra la Ford Mainline. Veniva offerta con carrozzeria berlina a 2 porte, berlina a 4 porte, coupé a 2 porte e station wagon a 4 porte. La coupé fu commercializzata come Club Coupe e la station wagon come Customline Country Sedan. Le Customline del 1952 erano disponibili con motori V8 o a sei cilindri in linea da 3520 cc o 3920 cc.
La Customline del 1953 ebbe sostanzialmente la medesima carrozzeria del modello 1952 con sole piccole modifiche. Nel 1954 si ebbero ulteriori piccole modifiche estetiche. La gamma Customline venne ampliata con la nuova Ranch Wagon a 2 porte. Il motore sei cilindri in linea fu incrementato nella cubatura a 3650 cc.
La seconda generazione della Customline esordì nel 1955 e fu totalmente ridisegnata, con nuove carrozzerie più lunghe, più basse e più larghe, posizionandosi sotto la Ford Fairlane e sopra la Ford Mainline. Veniva offerta solo con carrozzeria berlina a 2 e 4 porte. Le Customline erano disponibili con motori sei cilindri in linea da 3650 cc o V8 da 4460 cc. 
Nel 1956 vennero apportate piccole modifiche alla carrozzeria.